# Tigidia processigera
Tigidia processigera is een spinnensoort uit de familie Barychelidae. De soort komt voor in Madagaskar.